# Kai Sørlander
Kai Sørlander (født 9. november 1944) er dansk filosof og faglitterær forfatter.
Som flittig kronikør i dagspressen behandler han ofte emner som multikulturalisme og forholdet mellem religion og politik, som han anser for at være en stadig mere påtrængende opgave at gennemtænke. Dette skyldes ikke mindst de seneste generationers indvandring og etablering af islam og islamiske trossamfund i Vesten – herunder i Danmark. Denne udvikling udfordrer nemlig, ifølge Sørlander, den traditionelle vestlige opfattelse af, at religion og politik skal holdes adskilt og at religiøse argumenter bør holdes ude af den politiske debat. I 2004 stiftede han sammen med flere andre Trykkefrihedsselskabet.
I bogen Forsvar for rationaliteten: religion og politik i filosofisk perspektiv fra 2008 argumenterer han for, at kristendommen har spillet en væsentlig rolle i udviklingen af sekulære demokratier og religions-uafhængige menneskerettigheder i den vestlige verden. Det skyldes primært, at kristendommen – i modsætning til islam – traditionelt har haft en klar adskillelse mellem politik og religion ("giv kejseren, hvad kejserens er, og Gud, hvad Guds er"), og at sekulariseringspotentialet dermed er større inden for kristendommen. Det interessante ved kristendommen i denne forbindelse er således ikke, at den – eksempelvis i form af pavemagten og andre gejstlige – forsøgte at lægge forhindringer i vejen for sekularisering og oplysning, men at den gav efter.